# Himne de l'Athletic Club
L'Himne de l'Athletic Club (en euskera Athleticen ereserkia) és l'himne oficial de l'Athletic Club de Bilbao.

## Història
La música de l'himne oficial la va compondre el músic Carmelo Bernaola l'any 1982. La lletra va ser escrita per Juan Anton Zubikarai. L'himne va ser gravat per primera vegada el 1983. Es va estrenar per primera vegada en l'Estadi de San Mamés el 30 de març de 1983.
Anteriorment van haver altres himnes populars i no oficials el 1913 i 1950.

## Lletra
| Letra original en euskara: Athleeeeetic, Athleeeeeetic, eup! (bis) Alabin, alaban, alabin bon ban! Athletic, Athletic, geuria! Athletic gorri ta zuria danontzat zara zu geuria. Herritik sortu zinalako maite zaitu herriak. Gaztedi gorri-zuria zelai orlegian Euskal Herriaren erakusgarria. Zabaldu daigun guztiok irrintzi alaia: Athletic, Athletic zu zara nagusia! Altza gaztiak! Athletic, Athletic gogoaren indarra. Haritz zaharraren enborrak loratu dau orbel barria. Aupa mutilak! Aurrera gure gaztiak! Bilbo ta Bizkai guztia goratu bedi munduan. Aupa mutilak! Gora beti Euskal Herria! Athletic gorri-zuria, geuria! Bilbo ta Bizkaiko gaztiak, gora! Euskaldun zintzoak aurrera! | Traducció al català: Athleeeeetic, Athleeeeeetic, eup! (bis) Alabin, alaban, alabin bon ban! Athletic, Athletic, el nostre! Athletic vermell i blanc per a tots tu ets el nostre. Perquè del poble vas sorgir el poble t'estima. Joventut vermella i blanca en el verd camp representant d'Euskal Herria. Estenguem tots un alegre crit: Athletic, Athletic Ets l'amo! Aixequeu joves! Athletic, Athletic la força de la voluntat. El tronc del vell Roure ha fet florir un nou full. Aupa nois! Endavant nostres joves! Bilbao i tota Biscaia siguin lloats en el món. Aupa nois! Visça sempre Euskal Herria! Athletic vermell i blanc, El nostre! Els joves de Bilbao i Biscaia, Visca! Nobles bascos, endavant! |

## Himne de 1913
En España entera triunfa

la canción del ¡Alirón!

y no hay chico deportista

que no sepa esta canción.
Y las niñas orgullosas

hoy le dan su corazón

a cualquiera de los once

del Athletic campeón.
¡Alirón! ¡Alirón!

el Athletic es campeón.
Hoy el fútbol en España

es la máxima afición

y la gente se emociona

con los ases del balón.
Y lo mismo en Indochina

que en Italia y el Japón

todos cantan las proezas

del Athletic campeón.
¡Alirón! ¡Alirón!

el Athletic es campeón.

## Himne de 1950
Tiene Bilbao

un gran tesoro

que adora y mima

con gran pasión.
Su club de fútbol

de bella historia

lleno de gloria

mil veces campeón.
Athletic, Athletic, club

de limpia tradición,

ninguno más que tú,

lleva mejor blasón.
Del fútbol eres ley

te llaman el león,

y la afición el rey

del fútbol español.
Cantemos pues, los bilbainitos,

a nuestro club, con gran amor,

para animarle, con nuestro himno,

el canto digno del Alirón. (bis)
¡Alirón! ¡Alirón!

el Athletic es campeón.